# Vincent Farasse
Vincent Farasse, né le 21 novembre 1979[réf. nécessaire] à Lille, est un auteur, metteur en scène, comédien, scénariste et réalisateur français.

## Biographie
Il se forme à l'École nationale supérieure des arts et techniques du théâtre (ENSATT).
À partir de 2012, il écrit et met en scène plusieurs pièces, parmi lesquelles Mon Oncle est reporter,, Métropole, Un Incident et Mimoun et Zatopek,.
En 2020, il écrit et réalise le court-métrage Derrière la table vide.
Il écrit le scénario de la bande dessinée Les Représentants, qui parait en 2022, avec au dessin David Prudhomme, Alfred, Anne Simon et Sébastien Vassant.

## Théâtre

### Auteur
- Suspendue, inédit, 2007
- L'Enfant silence, Europe (revue), 2009
- Cinq jours par semaine, commande du Préau, CDN de Vire, 2013
- Passage de la comète, éditions Actes sud-Papiers, 2014
- Mon Oncle est reporter, éditions Actes sud-Papiers, 2014
- Métropole, éditions Actes sud-Papiers, 2017
- Un Incident, éditions Actes sud--Papiers, 2017
- Une douleur aux cervicales, WIP, commande de la Comédie de Saint-Étienne, 2017
- Dans les murs, éditions Actes sud-Papiers, 2020
- Mimoun et Zatopek, éditions Actes sud-Papiers, 2020
- Les Représentants, éditions Actes sud-Papiers, 2020

### Metteur en scène
- 2004: Je puis, n'est-ce pas, laisser la porte ouverte, d'après trois Nô modernes de Yukio Mishima , ENSATT
- 2007: Alladine et Palomides suivi de La Mort de Tintagiles de Maurice Maeterlinck, Théâtre des Marronniers, Lyon
- 2009: Loin de Nedjma, d'après Kateb Yacine et Ismaël Aït Djafer, Comédie de Valence
- 2011: L'Enfant silence de Vincent Farasse, JTN, Paris
- 2012: Passage de la comète de Vincent Farasse, Studio-Théâtre de Vitry
- 2013: Cinq jours par semaine de Vincent Farasse, le Préau, CDN de Vire
- 2015: Mon oncle est reporter de Vincent Farasse, Théâtre de l'Échangeur, Bagnolet, La Virgule, Tourcoing
- 2017-2018: Métropole de Vincent Farasse, Théâtre de la Reine Blanche, Paris, La Virgule, Tourcoing
- 2017-2012: Un Incident de Vincent Farasse, le Préau, CDN de Vire
- 2018-2023: Mimoun et Zatopek de Vincent Farasse, Nest, CDN de Thionville Grand-Est

### Comédien
- 2006: On est mieux ici qu'en bas de Sarah Fourage, mise en scène Marie-Sophie Ferdane, Théâtre des Célestins, Lyon
- 2006: Harold Pinter's club, d'après Harold Pinter, mise en scène David Mambouch, Ramdam, St-Foy-lès-Lyon
- 2007: En ordre de bataille, d'Alain Jugnon, mise en scène Gilles Chavassieux, Théâtre les Ateliers, Lyon
- 2007: Noires pensées, mains fermes, de et mis en scène par David Mambouch, Théâtre les Ateliers, Lyon
- 2010: No(s) jeunes, de et mis en scène par Yves Benitah, Lavoir moderne, Paris
- 2011: Decameron d'après Boccace, mise en scène David Jauzion-Graverolles, Maison du Peuple, Saint-Claude
- 2013-2015: Mirror Theeth, de Nick Gill, mise en scène Guillaume Doucet, Théâtre de la Manufacture, Festival d'Avignon
- 2014: La République de Platon d'Alain Badiou, mise en scène Grégoire Ingold, Nanterre Amandiers

## Cinéma

### Réalisateur et scénariste
- 2018: Télévente (court-métrage)
- 2020: Derrière la table vide (court métrage)

## Bande dessinée
- Les Représentants (scénario), avec David Prudhomme, Alfred, Anne Simon, et Sébastien Vassant (dessin), Virages graphiques, 2022[10]

## Prix
- Prix des Journées de Lyon des Auteurs de Théâtre 2015 pour Métropole[11]